# تشارلز واكسموث
تشارلز واكسموث (بالإنجليزية: Charles Wachsmuth)‏ (13 سبتمبر 1829 - 7 فبراير 1896) هو عالم أحفوريات أمريكي ولد في هانوفر. تعلم في البداية ليكون محامياً، ولكنه ترك مهنته بسبب اعتلال الصحة وهاجر إلى الولايات المتحدة. استقر في بولنغتون، أيوا حيث أصبح مفتونا بأحفورية زنبق البحر التي وجدت في تشكيلات الحجر الجيري. وفي غضون بضع سنوات كان قد جمع مجموعة كبيرة من الأحفوريات.
في عام 1864 التقى لويس أغاسيز وفي العام التالي سافر إلى أوروبا حيث درس الأنواع الموجودة في المتحف البريطاني وبعض المجموعات الشهيرة الأخرى. كرس كل طاقاته إلى الاستمرار بجمع ودراسة أحفوريات زنبق البحر، وقد زود لويس أغاسيز والمتحف البريطاني بعينات منها.
وكان قد تعرّف على محام آخر هو فرانك سبرينغر في برلينغتون ومعاً تابعا دراسة الأنواع ونشرا سلسلة من الدراسات الهامة في هذا الموضوع.
كان واكسموث عضوا في الجمعية الأمريكية للعلوم التابعة للجمعية الجيولوجية الأمريكية في أكاديمية ولاية ايوا للعلوم وهي تابعة لجمعية العلوم الطبيعية في موسكو، وعضو أكاديمية فيلادلفيا للعلوم.

## وصلات خارجية
- صور من أمريكا الشمالية Crinoidea camerata